# Xenodermidae
Xenodermidae – rodzina węży z nadrodziny Elapoidea w rzędzie łuskonośnych (Squamata).

## Zasięg występowania
Rodzina obejmuje gatunki występujące w Azji Południowo-Wschodniej i Wschodniej. 

## Podział systematyczny
Do rodziny należą następujące rodzaje:
- Achalinus Peters, 1869
- Fimbrios Smith, 1921
- Parafimbrios Teynié, David, Lottier, Le, Vidal & Nguyen, 2015
- Paraxenodermus Deepak, Lalronunga, Lalhmingliani, Das, Narayanan, Das & Gower, 2021 – jedynym przedstawicielem jest Paraxenodermus borneensis (Boulenger, 1899)
- Stoliczkia Jerdon, 1870
- Xenodermus Reinhardt, 1837 – jedynym przedstawicielem jest Xenodermus javanicus Reinhardt, 1836